# Carrer Unió (Corçà)
El Carrer Unió és una via pública de Corçà (Baix Empordà) inclosa a l'Inventari del Patrimoni Arquitectònic de Catalunya.

## Descripció
Aquest és un dels carrerons estrets típics del poble de Matajudaica. Està format per cases del segle xviii. Les cases que formen aquest carrer estan totes fetes amb el mateix sistema constructiu, que a la vegada és el tradicional de la zona, és a dir, les estructures portants, les feien amb pedra i morter de calç, i les cobertes amb teula àrab.

## Història
Cal destacar la volta feta amb pedra, que travessa el carrer.